# 에드워드 스미스
에드워드 존 스미스(영어: Edward John Smith, 1850년 1월 27일 ~ 1912년 4월 15일)은 영국의 선장이다. 1912년에 침몰한 여객선 타이타닉의 선장으로 알려져 있다.